# Brian Duensing
Brian Matthew Duensing (né le 22 février 1983 à Marysville, Kansas, États-Unis est un lanceur gaucher qui a joué dans la Ligue majeure de baseball de 2009 à 2018.
Avec l'équipe des États-Unis, il remporte la médaille de bronze lors du tournoi olympique de baseball à Beijing en 2008. 

## Carrière
Après des études secondaires à la Millard South High School à Omaha (Nebraska) où il glane une sélection équipe deux dans l'équipe All-State, Brian Duensing passe quatre ans à l'Université du Nebraska. Il y porte les couleurs des Cornhuskers du Nebraska avec lesquels il parvient à se qualifier au tournoi des College World Series en 2002 et 2005.
Duensing est repêché en juin 2005 par les Twins du Minnesota au quatrième tour. Il passe quatre saisons en ligues mineures au sein de l'organisation des Twins. Durant cette priode, il remporte la médaille de bronze lors du tournoi olympique de baseball à Pékin en 2008 avec l'équipe des États-Unis.

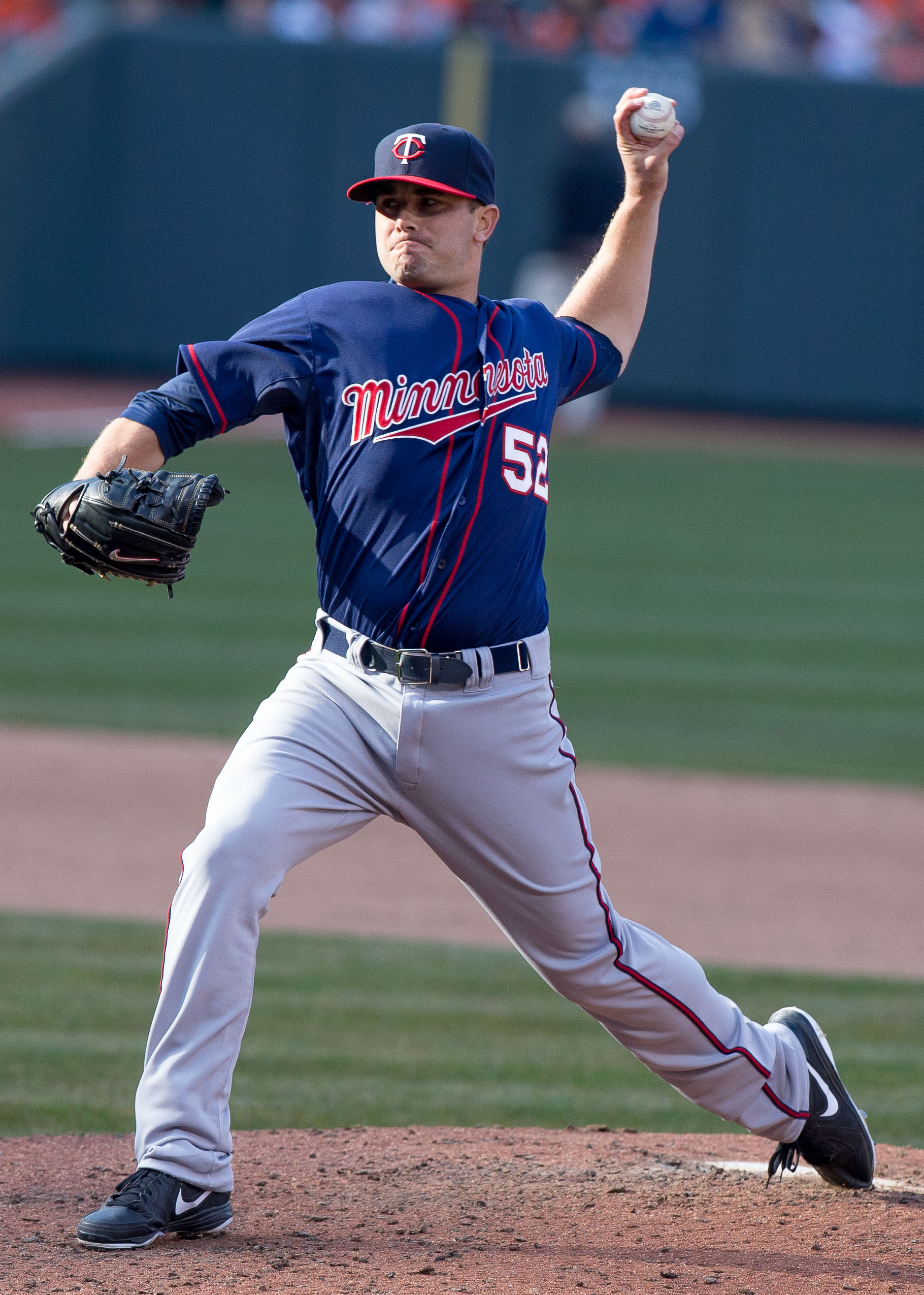
Brian Duensing en 2013 avec les Twins du Minnesota.

La blessure de Scott Baker au début de la saison 2009 libère une place dans l'alignement des lanceurs partants des Twins. Brian Duensing en profite pour faire ses débuts au plus haut niveau le 10 avril 2009. Baker revient dans l'effectif actif dès le 14 avril, impliquant le retour en Ligues mineures pour Duensing. Rappelé en Majeure le 2 juillet, Duensing y poursuit son apprentissage en jouant comme lanceur de relève. Il dispute sa première partie comme lanceur partant en Majeure le 29 juillet et s'installe dès lors dans la rotation des Twins. Duensing signe cinq victoires pour deux défaites, participant ainsi à la conquête du titre de champion de la division centrale de Ligue américaine. Il est le lanceur partant du premier match de la Série de divisions entre Minnesota et les Yankees de New York le 7 octobre. Il enregistre à cette occasion sa première défaite en séries éliminatoires.
En 2010, il est principalement utilisé comme releveur avec 40 présences au monticule dans ce rôle et 13 matchs débutés comme lanceur partant. Il maintient une excellente moyenne de points mérités de 2,62 en 130 manches et deux tiers lancées. Il remporte 10 victoires contre seulement 3 défaites. Il est le partant des Twins dans le troisième match d'une nouvelle Série de divisions face aux Yankees et subit la défaite dans la partie qui scelle l'élimination de son équipe.
Ramené dans la rotation de partants en 2011, Duensing débute 28 des 32 matchs des Twins auxquels il participe. Sa fiche est de 9-14 avec une moyenne de points mérités de 5,23.
Il est exclusivement employé comme releveur de 2013 à 2015. En 73 sorties à sa première saison entière dans ce rôle, sa moyenne de points mérités se chiffre à 3,98 en 61 manches lancées. Il abaisse sa moyenne à 3,31 en 54 manches et un tiers de travail la saison suivante avant d'accorder 4,25 points mérités par partie en 48 manches et deux tiers lors de la saison 2015 des Twins.
En 7 saisons au Minnesota, de 2009 à 2015, Duensing joue 354 matchs, dont 61 comme lanceur partant. Sa moyenne de points mérités se chiffre à 4,13 en 649 manches et un tiers lancées au total. Il remporte 41 victoires contre 37 défaites et réalise deux sauvetages.
Il signe un contrat des ligues mineures avec les Royals de Kansas City le 18 février 2016 mais n'a pas la chance de jouer avec eux. Il rejoint les Orioles de Baltimore pour 14 matchs en cours de saison 2016.
En 2017, Duensing s'aligne avec les Cubs de Chicago.

## Statistiques
| Saison | Équipe       | G   | GS | CG | SHO | V  | D  | SV | IP    | SO  | ERA  |
| ------ | ------------ | --- | -- | -- | --- | -- | -- | -- | ----- | --- | ---- |
| 2009   | Minnesota    | 24  | 9  | 0  | 0   | 5  | 2  | 0  | 84.0  | 53  | 3,64 |
| 2010   | Minnesota    | 53  | 13 | 1  | 1   | 10 | 3  | 0  | 130.2 | 78  | 2,62 |
| 2011   | Minnesota    | 32  | 28 | 1  | 1   | 9  | 14 | 0  | 161.2 | 115 | 5,23 |
| 2012   | Minnesota    | 55  | 11 | 0  | 0   | 4  | 12 | 0  | 109.0 | 69  | 5,12 |
| 2013   | Minnesota    | 73  | 0  | 0  | 0   | 6  | 2  | 1  | 61.0  | 56  | 3,98 |
| 2014   | Minnesota    | 62  | 0  | 0  | 0   | 3  | 3  | 0  | 54.1  | 33  | 3,31 |
| 2015   | Minnesota    | 55  | 0  | 0  | 0   | 4  | 1  | 1  | 48.2  | 24  | 4,25 |
| 2016   | Baltimore    | 14  | 0  | 0  | 0   | 1  | 0  | 0  | 13.1  | 10  | 4,05 |
| 2017   | Chicago Cubs | 68  | 0  | 0  | 0   | 1  | 1  | 0  | 62.1  | 61  | 2,74 |
| 2018   | Chicago Cubs | 48  | 0  | 0  | 0   | 3  | 0  | 1  | 37.2  | 24  | 7,65 |
| Totaux | Totaux       | 484 | 61 | 2  | 2   | 46 | 38 | 3  | 762.2 | 523 | 4,19 |

| Saison | Équipe       | G | GS | CG | SHO | V | D | SV | IP   | SO | ERA   |
| ------ | ------------ | - | -- | -- | --- | - | - | -- | ---- | -- | ----- |
| 2009   | Minnesota    | 1 | 1  | 0  | 0   | 0 | 1 | 0  | 4.2  | 3  | 9,64  |
| 2010   | Minnesota    | 1 | 1  | 0  | 0   | 0 | 1 | 0  | 3.1  | 1  | 13,50 |
| 2016   | Baltimore    | 1 | 0  | 0  | 0   | 0 | 0 | 0  | 0.1  | 1  | 0,00  |
| 2017   | Chicago Cubs | 5 | 0  | 0  | 0   | 1 | 1 | 0  | 5.1  | 4  | 1,69  |
| Totaux | Totaux       | 8 | 2  | 0  | 0   | 1 | 3 | 0  | 13.2 | 9  | 7,24  |

Note : G = Matches joués ; GS = Matches comme lanceur partant ; CG = Matches complets ; SHO = Blanchissages ; 
V = Victoires ; D = Défaites ; SV = Sauvetages ; IP = Manches lancées ; SO = Retraits sur des prises ; ERA = Moyenne de points mérités.